# Richard-Ernst Bader
Richard-Ernst Bader (* 20. Juni 1912 in Pforzheim; † 19. Februar 1996 in Tübingen) war ein deutscher Mediziner, Hygieniker und Mikrobiologe.

## Leben und Werk
Bader studierte in Heidelberg, Barcelona und Hamburg Medizin. Er wurde Mitglied der Burschenschaft Normannia zu Heidelberg. 1939 promovierte er in Heidelberg mit der Arbeit „Nachweis von Dick-Toxin-ähnlichem Gift in Filtraten verschiedener Bakterienkulturen“. Seit 1939 war er Assistent am Hygieneinstitut der Universität Heidelberg. 1944 habilitierte er sich für Hygiene und Bakteriologie hier. 1946 wurde er wissenschaftlicher Assistent am Hygieneinstitut der Universität Tübingen, von 1949 bis 1953 wirkte er hier als Oberarzt, seit 1951 als stellvertretender Leiter. Von 1944 bis 1953 wirkte er als Privatdozent für Hygiene und Bakteriologie an den Universitäten Tübingen und Heidelberg. Seit 1949 war Bader außerplanmäßiger Professor und von 1953 bis 1978 ordentlicher Professor für Hygiene und Direktor des Hygieneinstituts in Tübingen.
Bader widmete sich vor allen Dingen der Bakteriologie, Parasitologie, Immunbiologie und der Hygiene. In seinen späten Jahren befasste er sich dem Thema Magie in der Volksmedizin. Bader war zusammen mit Ernst Rodenwaldt Autor des Lehrbuchs der Hygiene (Erstauflage 1951).
Bader wurde 1973 in die Sektion Mikrobiologie und Immunologie der Deutschen Akademie der Naturforscher Leopoldina aufgenommen.